# Bistum Sarlat

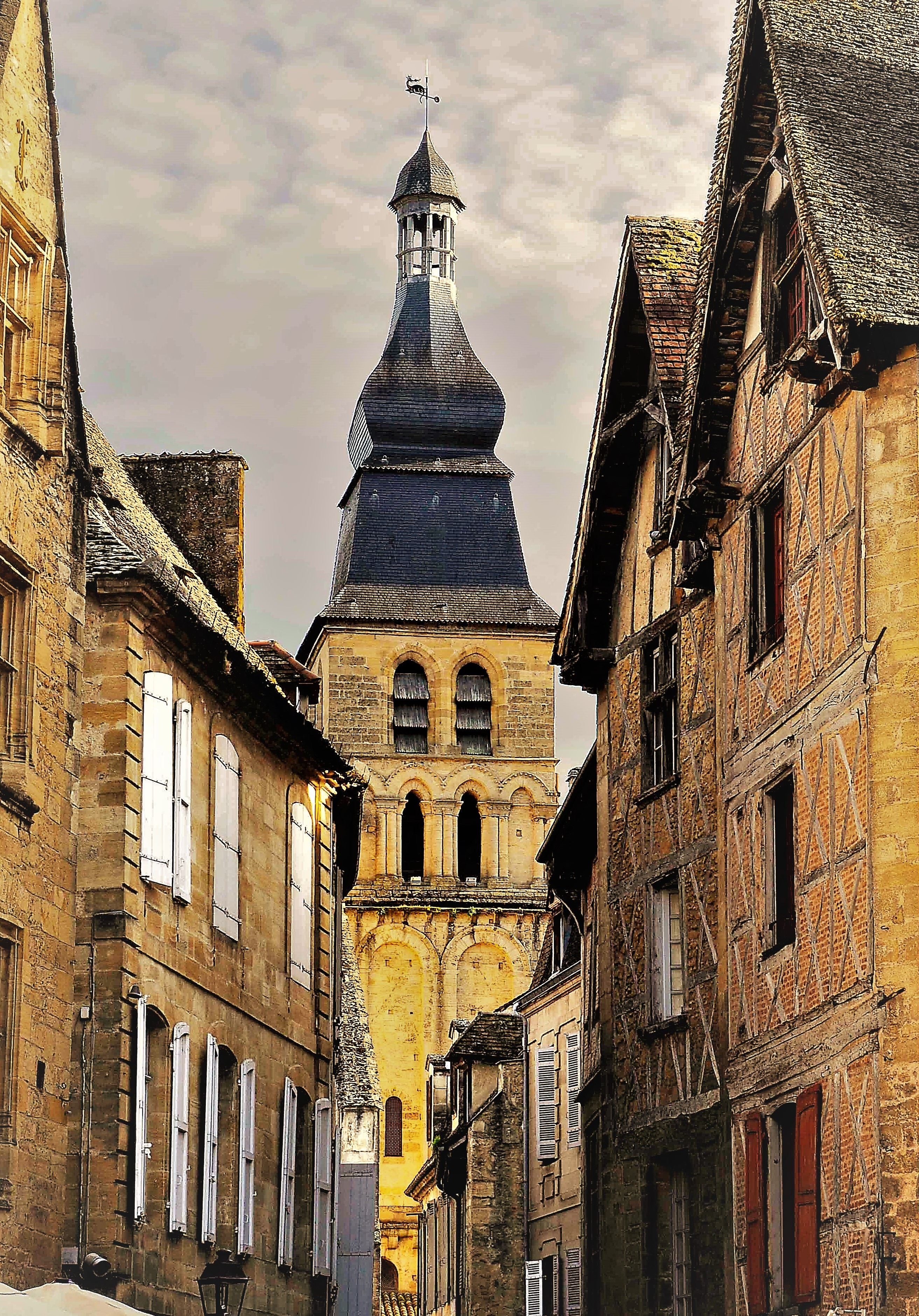
Die Kathedrale St. Sacerdos in Sarlat-la-Canéda

Das Bistum Sarlat (lat.: Dioecesis Sarlatensis) war eine in Frankreich gelegene römisch-katholische Diözese mit Sitz in Sarlat-la-Canéda. 

## Geschichte
Das dem hl. Sacerdos von Limoges geweihte Bistum Sarlat wurde am 13. August 1317 durch Papst Johannes XXII. aus Gebietsabtretungen des Bistums Périgueux errichtet. Erster Bischof war Raimond de Roquecorn.
Am 29. November 1801 wurde das Bistum Sarlat infolge des Konkordates von 1801 durch Papst Pius VII. mit der Päpstlichen Bulle Qui Christi Domini aufgelöst und das Territorium wurde dem Bistum Angoulême angegliedert.
Das Bistum Sarlat war dem Erzbistum Bordeaux als Suffraganbistum unterstellt. Anfang des 18. Jahrhunderts umfasste das Bistum Sarlat etwa 300 Pfarreien.